# ریم شیخ
ریم شیخ (انگلیسی: Reem Shaikh بازیگر هندی است که به خاطر فعالیت‌های خود در تلویزیون هند و بالیوود معروف است. از کارهای قابل توجه او می‌توان از حضور او در سریال و فیلم‌هایی همچون تو حرفی نزدی و من چیزی نگفتم، آشوکا پادشاه بزرگ، قلبم می دونه، گل مکایی (Gul Makai)، فنا: برای عشقم جان می‌دهم و رنجیده از عشق تو نام برد.

## دوران زندگی و حرفه

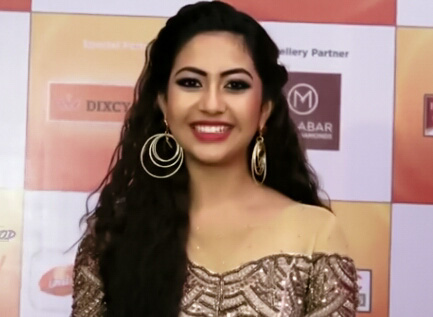
Reem Shaikh بازیگر در ZRA 2018

ریم سمیر شیخ در روز ۸ سپتامبر در بمبئی متولد شد.

## فیلم‌شناسی
| سال  | نام فیلم          | نقش          | نکات      | مرجع  |
| ---- | ----------------- | ------------ | --------- | ----- |
| ۲۰۱۶ | وزیر              | بچه          | نقش کوتاه |       |
| ۲۰۲۰ | گل مکایی          | ملاله یوسف‌زی |           | [ ۳ ] |
| ۲۰۲۱ | سه‌شنبه‌ها و جمعه‌ها | تانیا        | نقش کوتاه | [ ۴ ] |